# Kara Süleymanlı, Reyhanlı
Karasüleymanlı là một xã thuộc huyện Reyhanlı, tỉnh Hatay, Thổ Nhĩ Kỳ. Dân số thời điểm năm 2011 là 2.148 người.